# Gliese 317
Gliese 317 ist ein Roter Zwerg der von mindestens zwei Planeten, Gliese 317 b und Gliese 317 c, umkreist wird. Der Stern besitzt die Spektralklasse M3.5 V. Seine Masse liegt bei etwa 0,42 Sonnenmassen. Seine Begleiter wurden beide im Jahr 2007 durch Messungen seiner Radialgeschwindigkeit entdeckt.